# Фрата (Тар-Вабрига)
Фрата (хрв. Frata, итал. Fratta) је насељено место у општини Тар-Вабрига, Истарска жупанија, Хрватска.

## Историја
До територијалне реорганизације у Хрватској била је у саставу старе општине Пореч.

## Становништво
У попису становништва из 2011. године, Фрата је имала 74 становника.
| Број становника према пописима | Број становника према пописима | Број становника према пописима | Број становника према пописима | Број становника према пописима | Број становника према пописима | Број становника према пописима | Број становника према пописима | Број становника према пописима | Број становника према пописима | Број становника према пописима | Број становника према пописима | Број становника према пописима | Број становника према пописима | Број становника према пописима | Број становника према пописима |
| ------------------------------ | ------------------------------ | ------------------------------ | ------------------------------ | ------------------------------ | ------------------------------ | ------------------------------ | ------------------------------ | ------------------------------ | ------------------------------ | ------------------------------ | ------------------------------ | ------------------------------ | ------------------------------ | ------------------------------ | ------------------------------ |
| 1857                           | 1869                           | 1880                           | 1890                           | 1900                           | 1910                           | 1921                           | 1931                           | 1948                           | 1953                           | 1961                           | 1971                           | 1981                           | 1991                           | 2001                           | 2011                           |
| 194                            | 214                            | 76                             | 85                             | 104                            | 112                            | 440                            | 0                              | 90                             | 71                             | 61                             | 46                             | 50                             | 45                             | 58                             | 74                             |

Напомена: Године 1931. подаци су садржани у насељу Нова Вас (Пореч). Године 1857, 1869. и 1921. садржи податке за насеља Гедићи, Перци и Рошини, а 1880. део података за село Рошини.